# Argophara
Argophara là một chi bướm đêm thuộc họ Gelechiidae.